# Batagur
Batagur är ett släkte av sköldpaddor i familjen Geoemydidae med sex arter som förekommer i södra och sydöstra Asien.
Arterna är:
- Batagur affinis, sydostasiatiskt fastland (Thailand, Kambodja och Vietnam), Malackahalvön och Sumatra.
- Batagur baska, från Indien och Bangladesh till Vietnam samt till Indonesien och Malaysia.
- Batagur borneoensis, hittas i Thailand, Indonesien, Malaysia och Brunei.
- Batagur dhongoka, vid Gangesfloden i Indien och Bangladesh, den når kanske Nepal.
- Batagur kachuga, lever likaså vid Gangesfloden i Indien, beståndet i Bangladesh är antagligen utdött.
- Batagur trivittata, vid floderna Chindwin och Irrawaddy i Myanmar.